# Ben Foster (aktor)
Ben Foster, właśc. Benjamin A. Foster (ur. 29 października 1980 w Bostonie, w stanie Massachusetts) – amerykański aktor, reżyser i producent filmowy.

## Życiorys

### Wczesne lata
Urodził się w Bostonie w Massachusetts jako starszy syn Gillian Kirwan (z domu Sterling) i Stevena Fostera. Wychowywał się z młodszym bratem Jonem. Kiedy miał cztery lata, rodzina przeprowadziła się do Fairfield, w stanie Iowa, gdzie uczęszczał do szkoły, a na wakacyjne zajęcia aktorskie prowadzone w ramach Letniego Programu Artystycznego organizowanego przez Interlochen Theater. W wieku dwunastu lat Foster debiutował jako scenarzysta, reżyser i aktor w niewielkim przedstawieniem teatralnym. Jako szesnastolatek porzucił szkołę i przeniósł się do Los Angeles.

### Kariera
Zadebiutował epizodyczną rolą w thrillerze Kounterfeit (1996), którego gwiazdą był Corbin Bernsen. Jeszcze w roku 1996 zaangażowano go do jednej z głównych ról w serialu Disney Channel Tucker, Becca i inni (Flash Forward). Ben pojawił się w dwóch filmach telewizyjnych – I’ve Been Waiting for You i Breakfast with Einstein (1998), które budowały jego karierę.
Przełom w karierze Fostera nastąpił w 1999 roku, gdy aktor wcielił się w postać Bena Kurtzmana w dramacie Smak wolności (Liberty Heights) Barry’ego Levinsona. Film, którego akcja rozgrywała się w Baltimore, w połowie lat pięćdziesiątych, poruszał problem relacji rasowych i konfliktu pokoleń. Foster partnerował Kirsten Dunst w komedii romantycznej Sztuka rozstania (Get Over It, 2001), będącą luźną adaptacją utworu Szekspira Sen nocy letniej. Wspólnie z plejadą gwiazd Hollywoodu, takich jak Christina Ricci, Steve Buscemi, Laura Linney czy Peter Fonda, pojawił się na planie filmu Projekt Laramie (2002) Moisésa Kaufmana. Był odtwórcą jednej z głównych ról w wyprodukowanej w wytwórni Disneya komedii kryminalnej Wielkie kłopoty (2002) Barry’ego Sonnenfelda. Foster zagrał w tym filmie obok Tima Allena i Rene Russo. Zaliczył epizod w thrillerze Joela Schumachera Telefon z 2002 roku.
Ciekawą kreację zdolnego ucznia Trevora Adamsa, przejętego wydarzeniami, do których dochodzi w szkole, stworzył w dramacie Pif-Paf! Jesteś trup! z 2002 roku. Za tę rolę został uhonorowany m.in. Daytime Emmy Award. Przychylność krytyki przyniosła mu także rola w serialu Sześć stóp pod ziemią, w którym przez trzy sezony wcielał się w rolę artysty Russella Corwina.
Wystąpił w hollywoodzkich produkcjach, m.in.: Punisher (2004), X-Men: Ostatni bastion (2006), Osaczony (2005), 11:14 (2003) oraz 3:10 do Yumy (2007). W 2016 wystąpił u boku Chrisa Pine’a i Caseya Afflecka w disneyowskim Czasie próby.
Od 24 października 2015 do 2 stycznia 2016 Foster grał w główną rolę w musicalu Elf u boku Kimberley Walsh w londyńskim Dominion Theatre.

## Życie prywatne
Foster był przez kilka lat w związku z aktorką Robin Wright. W październiku 2016 zaręczył się z aktorką Laurą Prepon, z którą się ożenił 3 czerwca 2018. Mają córkę, Ellę (ur. 2017) i syna (ur. 2020).

## Filmografia

### Filmy fabularne
- Trefny szmal  (Kounterfeit, 1996) jako Travis
- Śniadanie z Einsteinem  (Breakfast with Einstein, 1998) jako Ryan
- Czekałam na ciebie  (I’ve Been Waiting for You, 1998) jako Charlie
- Smak wolności  (Liberty Heights, 1999) jako Ben Kurtzman
- Sztuka rozstania  (Get Over It, 2001) jako Berke Landers
- Pif-Paf! Jesteś trup!  (Bang, Bang, You're Dead, 2002) jako Trevor Adams
- Projekt Laramie  (The Laramie Project, 2002) jako Aaron Kreifels
- Wielkie kłopoty  (Big Trouble, 2002) jako Matt Arnold
- 11:14 (2003) jako Eddie
- Northfork (2003) jako Cod
- The Heart Is Deceitful Above All Things (2004) jako Fleshy Boy
- Punisher  (The Punisher, 2004) jako Spacker Dave
- Osaczony  (Hostage, 2005) jako Mars
- X-Men: Ostatni bastion  (X-Men: The Last Stand, 2006) jako Archangel
- Alpha Dog (2006) jako Jake Mazursky
- 3:10 do Yumy  (3:10 to Yuma, 2007) jako Charlie Prince
- 30 dni mroku  (30 Days of Night, 2007) jako nieznajomy
- Birds of America (2008) jako Jay
- Pandorum (2009) jako Bower
- W imieniu armii (The Messenger, 2009) jako Will Montgomery
- Mechanik (The Mechanic, 2011) jako Steve McKenna
- Kontrabanda (Contraband, 2012) jako Sebastian Abney
- Ocalony (Lone Survivor, 2013) jako Matt „Axe” Axelson
- Na śmierć i życie (Kill Your Darlings, 2013) jako William S. Burroughs
- Strategia mistrza (The Programe, 2015) jako Lance Armstrong
- Warcraft (Warcraft: The Beginning, 2016) jako Magus Medivh
- Czas próby (The Finest Hours, 2016) jako Richard Livesey
- Aż do piekła (Hell or High Water, 2016) jako Tanner Howard
- Inferno (Inferno, 2016) jako Bertrand Zobrist
- Facet do wymiany (Rock'n Roll, 2017) jako on sam
- Hostiles (Hostiles, 2017) jako Charles Wills
- Zatrzyj ślady (Leave No Trace, 2018) jako Will
- Galveston (Galveston, 2018) jako Roy Cady

### Seriale TV
- Tucker, Becka i inni  (Flash Forward, 1996) jako Tucker
- Luzaki i kujony  (Freaks and Geeks, 1999–2000) jako Eli (gościnnie)
- Sprawy rodzinne 2  (Family Law, 1999–2002) jako Jason Nelson (gościnnie)
- Boston Public (2000–2004) jako Max Warner (gościnnie)
- Sześć stóp pod ziemią  (Six Feet Under, 2001–2005) jako Russell Corwin
- Na imię mi Earl  (My Name Is Earl, 2005–2009) jako Glen Shipley (gościnnie)